# Sorbus ochracea
Sorbus ochracea är en rosväxtart som först beskrevs av Hand.-mazz., och fick sitt nu gällande namn av António José Rodrigo Vidal. Sorbus ochracea ingår i släktet oxlar, och familjen rosväxter. Inga underarter finns listade i Catalogue of Life.